# Long vương

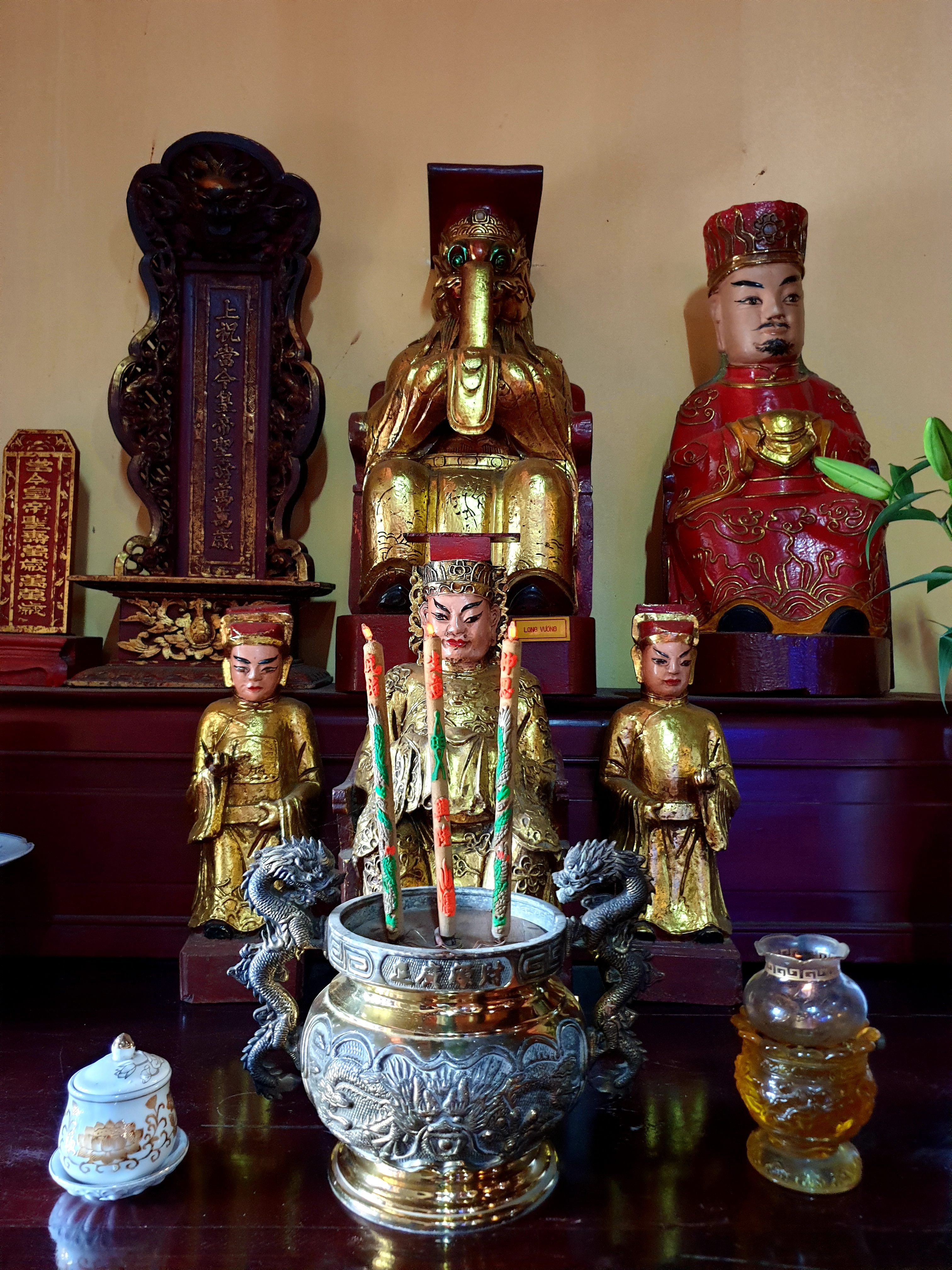
Ban thờ Long Vương tại chùa Phụng Sơn

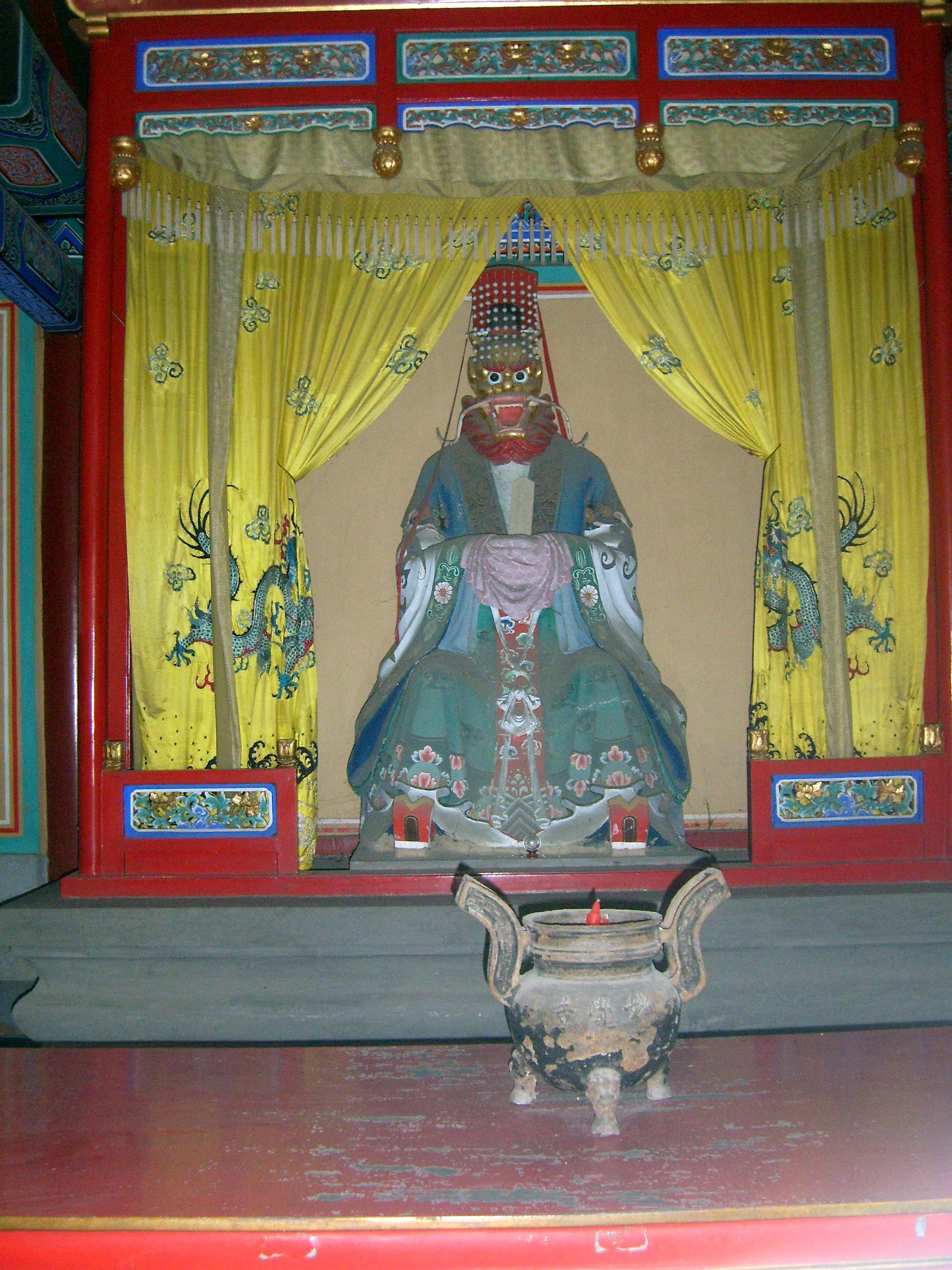
Tượng Long Vương ở Di Hòa Viên (Trung Quốc)

Long Vương (chữ Hán: 龍王) hay Vua Thủy Tề là tên gọi chung cho các vị thần cai quản các vùng biển và đại dương trong thần thoại Trung Hoa và Việt Nam. Hình tượng các Long Vương có đầu rồng vốn có xuất xứ từ văn hóa nhân gian Trung Hoa, là hiện thân của rắn thần Nāga được Trung Quốc du nhập và Hán hóa. Tứ hải Long vương cũng xuất hiện trong bộ phim Tây du ký. Long Vương là tổng quản của thủy tộc. Dân gian cho rằng phàm chỗ nào có nước như sông, hồ, biển, ao, đầm, phá đều có Long Vương. Chỗ ở của Long vương gọi là Long Cung.

## Lịch sử
Long Vương có thể hô mưa gọi gió, tạo nên sấm sét, nên người ta thờ Long Vương làm thần mưa gió. Nếu hạn hán lâu ngày, dân chúng sẽ đến miếu Long Vương cầu mưa. Vẫn chưa thấy hiển linh, họ sẽ mang tượng thần Long Vương ra phơi ngoài nắng cho đến khi có mưa mới thôi.
Trong một số chùa Việt ở cả trong Nam ngoài Bắc, chánh điện đều có thờ tượng Long Vương dưới dạng tượng mình người, đầu rồng, thường đặt ở một góc trong 4 góc của chánh điện. Hai bên tượng Long Vương có hai lính hầu dưới dạng loài thủy tộc.
Người Trung Hoa cho rằng có Tứ hải long vương, bao gồm: 
 Đông Hải Long vương - Ngao Quảng; 
 Tây Hải Long vương - Ngao Nhuận; 
 Nam Hải Long Vương - Ngao Khâm; 
 Bắc Hải Long vương - Ngao Thuận.
 Ngoài ra còn có Ngũ Phương Long Vương, Chư Thiên Long Vương, Giang Hà Long Vương, Vạn Thánh Long vương....
Việc thờ Long Vương trong chùa Việt vừa phản ánh sự giao lưu văn hóa Đạo giáo (Trung Quốc), vừa phản ánh tâm thức của người Việt cổ: vũ trụ có Trời do Ngọc Hoàng cai quản, Đất do Thiên tử (vua) cai quản; Địa Ngục (dưới đất) do Thập điện Diêm vương cai quản; Sông Biển (dưới nước) do Long Vương cai quản.

### Một số vị Long Vương phổ biến trong tâm thức người Việt
- Động Đình Quân, ông ngoại của Lạc Long Quân, ông cai quản và cư ngụ ở Hồ Động Đình, tỉnh Hồ Nam, Trung Quốc.
- Lạc Long Quân, là thủy tổ của người Việt và bản thân ông cũng là một vị Long Vương.
- Bát Hải Long Vương (hay Vua Cha Bát Hải Động Đình), ông là con trai của Lạc Long Quân.
- Đông Hải Long Vương - người con thứ 25 trong bọc trứng của Lạc Long Quân và Âu Cơ (không nhầm sang Đông Hải Long Vương Ngao Quảng của người Trung Hoa).
- Nam Hải Long Vương - Ngao Thuận, một trong Tứ hải Long Vương của người Trung Hoa cũng được người Việt thờ phụng.